# Lahodivka, Horol
Lahodivka (în ucraineană Лагодівка) este un sat în comuna Ialosovețke din raionul Horol, regiunea Poltava, Ucraina.

## Demografie
Componența lingvistică a localității Lahodivka
     Ucraineană (96,57%)
     Rusă (3,43%)
Conform recensământului din 2001, majoritatea populației localității Lahodivka era vorbitoare de ucraineană (96,57%), existând în minoritate și vorbitori de rusă (3,43%).